# 龍紀
龍紀（889年正月—十二月）是唐昭宗李曄的第一個年號。

## 改元
- 文德二年——正月一日，改元龍紀元年。[2][3][4]
- 龍紀二年——正月一日，改元大順元年。[5][6][7]

## 紀年
| 龍紀 | 元年  |
| ---- | ----- |
| 公元 | 889年 |
| 干支 | 己酉  |

## 同期存在的其他政权年号
- 中國
  - 嵯耶（889年－897年）：南詔—隆舜之年號
- 日本
  - 仁和（885年－889年）：平安時代—光孝天皇、宇多天皇之年號
  - 寬平（889年－898年）：平安時代—宇多天皇、醍醐天皇之年號

## 參看
- 中國年號索引